# 2024년 하계 올림픽 부르키나파소 선수단
부르키나파소는 2024년 7월 26일부터 8월 11일까지 파리에서 열리는 2024년 하계 올림픽에 출전했다. 부르키나파소는 어퍼 볼타(Upper Volta)라는 이름으로 1972년 뮌헨에서 공식 데뷔했지만, 부르키나파소 선수들은 1988년부터 모든 하계 올림픽에 출전했다.

## 출전 선수
| 종목   | 남자 | 여자 | 전체 |
| ------ | ---- | ---- | ---- |
| 육상   | 1    | 1    | 2    |
| 사이클 | 0    | 1    | 1    |
| 유도   | 1    | 0    | 1    |
| 수영   | 1    | 1    | 2    |
| 태권도 | 2    | 0    | 2    |
| 전체   | 5    | 3    | 8    |

## 매달 집계
| 종목 | 1 | 2 | 3 | 합계 |
| 종목 | ' | ' | ' | '    |
| 종목 | ' | ' | ' | '    |
| 종목 | ' | ' | ' | '    |
| 합계 | ' | ' | ' | '    |

## 같이 보기
- 2024년 하계 올림픽